# Primera División de República Dominicana
La Primera División de República Dominicana, posteriormente conocida como Liga Mayor, fue el nombre con el que se conoció a la división superior de la Federación Dominicana de Fútbol durante su amateurismo. Fue fundada en 1970 y su temporada final fue la 2013-14. En 2015, fue reemplazada por la profesionalizada Liga Dominicana de Fútbol.

## Historia
Esta competición nació en 1970, jugándose a una categoría menor, con los años y a pesar de los problemas logísticos, pudo desarrollarse hasta la temporada 2002-2003. 
En 2002/03 y 2003/04, esta competencia se desempeñó como segundo nivel a la Liga Mayor, mientras que la edición de 2005 también se jugó sin los clubes de la Liga Mayor 2004/05 (aparte de los equipos relegados Jarabacoa y Domingo Savio-La Vega). A partir de la edición 2006 el campeonato dejó de estar relacionado con la Liga Mayor, y participaban equipos de las provincias del país y algunas universidades e instituciones educativas.
A pesar de todo, la Liga Mayor siguió fortaleciéndose dentro del plan decenal de Fedofútbol, a pesar de las críticas y la poca promoción. A mediados del año 2014 se comienza a proyectar la posibilidad de elevar al fútbol de forma profesional. Fue así como se presentó la LDF originalmente con algunos equipos que estaban bajo la propiedad de equipos de la Liga de Béisbol Profesional de la República Dominicana (LIDOM), pero que al final salieron por diferencias con la Fedofútbol.
En enero de 2015 se dio a conocer formalmente la actual Liga Dominicana de Fútbol. Iniciando así un intenso despliegue publicitario en los medios de comunicación. Anunciando también que CDN SportsMax será el canal principal de los partidos de la LDF.

## Formato
Desde la temporada 1997, los equipos de República Dominicana no participaron en el Campeonato de Clubes de la CFU ni la Concacaf Liga Campeones, debido a que la Liga Mayor nunca constituyó una liga profesional como tal.

## Palmarés

### Campeonato Nacional
| - 1970: España FC - 1971: España FC - 1972: UCMM - 1973: UCMM - 1974: UCMM - 1975: Moca FC - 1976: Moca FC - 1977: Moca FC - 1978: Moca FC - 1979: desconocido | - 1980: desconocido - 1981: UASD - 1982: desconocido - 1983: desconocido - 1984: Moca FC - 1985: Moca FC - 1986: Moca FC - 1987: Moca FC - 1988: UASD - 1989: UASD | - 1990: UASD - 1991: Bancredicard FC - 1992: Bancredicard FC - 1993: San Cristóbal FC - 1994: Bancredicard FC - 1995: Moca FC - 1996: no disputado - 1997: FC Santos - 1998: Domingo Savio La Vega - 1999: Moca FC | - 2000-01: Deportivo Pantoja - 2001-02: desconocido - 2002/03*: Deportivo Pantoja - 2003/04*: Casa de España - 2005*: Don Bosco Jarabacoa FC - 2006*: La Vega (selección provincial) |

### Liga Mayor
| Temporada | Campeón                 | Subcampeón             |
| --------- | ----------------------- | ---------------------- |
| 2001-02   | Baninter Jarabacoa FC   | ---                    |
| 2002-03   | Baninter Jarabacoa FC   | ---                    |
| 2003-04   | no disputado            | no disputado           |
| 2004-05   | Deportivo Pantoja       | Moca FC                |
| 2005-06   | no disputado            | no disputado           |
| 2007      | Club Barcelona Atlético | Deportivo Pantoja      |
| 2007-08   | no disputado            | no disputado           |
| 2009      | Deportivo Pantoja       | San Cristóbal FC       |
| 2010      | Moca FC                 | DOSA-La Vega           |
| 2011-12   | Deportivo Pantoja       | Bauger FC              |
| 2012-13   | Moca FC                 | Don Bosco Jarabacoa FC |
| 2014      | Moca FC                 | Don Bosco Jarabacoa FC |

## Títulos por club
| Club              | Campeón | Años campeón                                                                    |
| ----------------- | ------- | ------------------------------------------------------------------------------- |
| Moca FC           | 13      | 1975, 1976, 1977, 1978, 1984, 1985, 1986, 1987, 1995, 1999, 2010, 2012-13, 2014 |
| CA Pantoja        | 4       | 2000-01, 2004-05, 2009, 2011-12                                                 |
| CBA Santo Domingo | 4       | 1991, 1992, 1994, 2007                                                          |
| UASD              | 4       | 1981, 1988, 1989, 1990                                                          |
| UCMM              | 3       | 1972, 1973, 1974                                                                |
| Jarabacoa FC      | 2       | 2001-02, 2002-03                                                                |
| España FC         | 2       | 1970, 1971                                                                      |
| DOSA-La Vega      | 1       | 1998                                                                            |
| FC Santos         | 1       | 1997                                                                            |
| San Cristóbal FC  | 1       | 1993                                                                            |